# Bernd Steinhardt
Bernd Steinhardt (* 20. August 1960 in Bremen) ist ein deutscher Schriftsteller.

## Leben
Bernd Steinhardt studierte Ethnologie und Anthropologie an der Universität Wien. Er spezialisierte sich auf die Weltbilder Asiens und Ozeaniens und promovierte 1989 mit einer ethnologisch-philosophischen Arbeit zum Doktor der Philosophie. Anschließend lieferte er als freier Fernsehjournalist Dokumentationen und Reportagen für diverse deutsche Privatsender. Daneben leitete er ein Studio für Musik- und Videoproduktionen. Ausgedehnte ethnologische Forschungsreisen führten ihn nach Südostasien, Polynesien und Neuseeland. Seit 1997 veröffentlicht er erzählende Werke, die stark von seinen wissenschaftlichen Studien beeinflusst sind. Steinhardt, der auch als Musiker aktiv ist, lebt heute als freier Schriftsteller in Bremen.

## Werke
- Spiegelbilder in den Wellen der Zeit, Dissertation, Universität Wien 1989.
- Der Traum der steinernen Drachen, Ammann Verlag, Zürich 1997. ISBN 3-250-10443-4
- Die Inseln am Ende der Zeit, Ammann Verlag, Zürich 2003. ISBN 3-250-10360-8
- Impact, Paul List Verlag, Berlin 2010. ISBN 3-471-35035-7